# Anton Ondruš
Anton Ondruš   (Solčany, 27 de març de 1950) és un exfutbolista eslovac de la dècada de 1970.
Fou 58 cops internacional amb la selecció txecoslovaca, de la que fou capità campió a l'Eurocopa de 1976.
Pel que fa a clubs, defensà els colors de Slovan Bratislava i Club Brugge.